# Tibouchina breedlovei
Tibouchina breedlovei är en tvåhjärtbladig växtart som beskrevs av John Julius Wurdack. Tibouchina breedlovei ingår i släktet Tibouchina och familjen Melastomataceae. Inga underarter finns listade i Catalogue of Life.